# 沙留駅

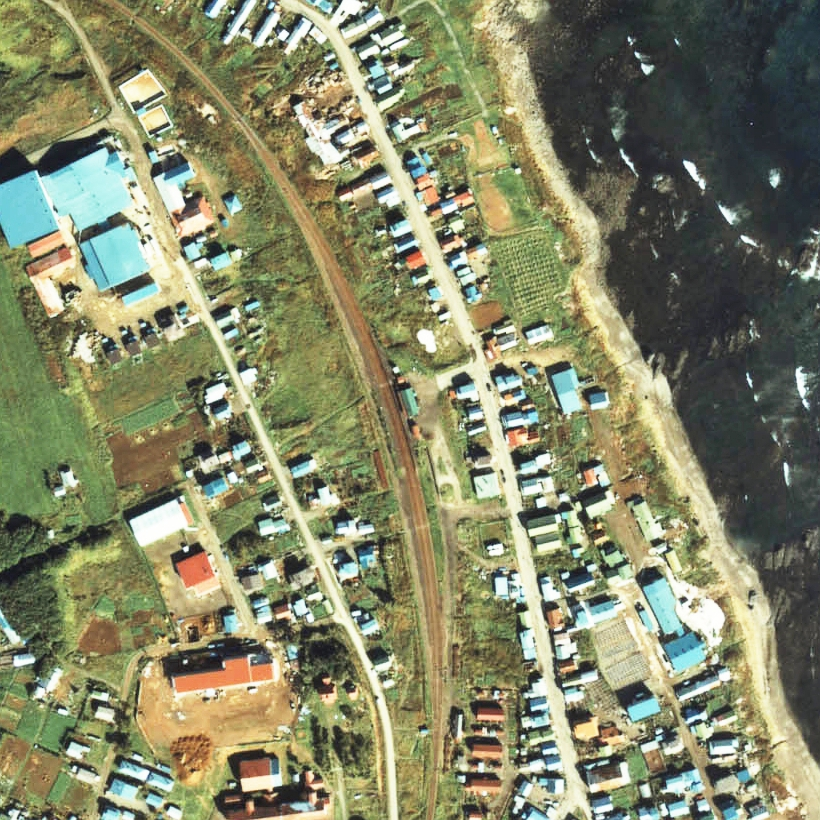
1978年の沙留駅と周囲約500m範囲。下が紋別方面。カーブ状の相対式ホーム2面2線と駅舎横の貨物ホームに引込み線、駅裏に貨物用の副本線がある。かつてはストックヤードに貨物が野積みされていたが、この時点ではすでに久しく使用されていない様子である。この後貨物線は撤去された。

沙留駅（さるるえき）は、かつて北海道（網走支庁）紋別郡興部町字沙留北浜町に設置されていた、北海道旅客鉄道（JR北海道）名寄本線の駅（廃駅）である。事務管理コードは▲122115。

## 歴史
- 1921年（大正10年）3月25日 - 鉄道省名寄東線の中湧別 - 興部間開通に伴い、開業[1]。一般駅[1]。
- 1923年（大正12年）11月5日 - 路線名を名寄本線に改称、それに伴い同線の駅となる。
- 1949年（昭和24年）6月1日 - 公共企業体である日本国有鉄道に移管。
- 1978年（昭和53年）12月1日 - 貨物の取り扱いを廃止[1]。
- 1984年（昭和59年）2月1日 - 荷物の取り扱いを廃止[1]。
- 1987年（昭和62年）4月1日 - 国鉄分割民営化により、JR北海道に継承[1]。
- 1989年（平成元年）5月1日 - 名寄本線の全線廃止に伴い、廃駅となる[1]。

### 駅名の由来
所在地名より。地名は、アイヌ語の「サル・オロ」（葦がたくさん生えている原）が転訛した「サロロ」に由来する。

## 駅構造
廃止時点で、相対式ホーム2面2線を有する地上駅で、列車交換可能な交換駅であった。互いのホームは、駅舎側ホーム中央部分と対向側ホーム中央部分を結んだ構内踏切で連絡していた。駅舎側（東側）ホームが下り線、対向側ホームが上り線となっていた。そのほか、下り線の遠軽方から分岐し駅舎南側のホーム切欠き部分の貨物ホームへの貨物側線を1線有していた。
職員配置駅となっており、駅舎は構内の東側に位置し下り線ホーム中央部分に接していた。木造駅舎であった。

## 利用状況
乗車人員の推移は以下のとおり。年間の値のみ判明している年については、当該年度の日数で除した値を括弧書きで1日平均欄に示す。乗降人員のみが判明している場合は、1/2した値を括弧書きで記した。
| 年度               | 乗車人員 | 乗車人員 | 出典  | 備考 |
| 年度               | 年間     | 1日平均  | 出典  | 備考 |
| ------------------ | -------- | -------- | ----- | ---- |
| 1978年（昭和53年） |          | 157      | [ 5 ] |      |

## 駅周辺
- 国道238号（オホーツク国道）[6]
- 北海道道492号沙留停車場線
- 沙留郵便局
- 興部町立沙留中学校
- 興部町立沙留小学校
- 沙留海水浴場
- 沙留岬[6]
- 沙留川[6]
- オムシャリ沼 - 駅から南東に約4.8km[4]。
- 北紋バス「沙留」停留所

## 駅跡
2001年（平成13年）時点では土盛りのホームが残存していたが、旧駅構内には町営住宅が建築されていた。2011年（平成23年）時点では鉄道関連の遺構は全くなくなっており、町営住宅の一部の「しおさい公園」になっていた。駅跡からの線路跡は、舗装された道路に転用されていた。

## 隣の駅
北海道旅客鉄道
名寄本線
豊野駅 - 沙留駅 - 富丘駅